# Ruy d'Andrade
Ruy d'Andrade (né le 1er juin 1883, mort le 20 septembre 1976 à Lisbonne) est un écuyer, sportif, historien et écrivain portugais, défenseur des chevaux de son pays, en particulier du Sorraia et du Lusitanien auxquels il a consacré plusieurs ouvrages. Il a également effectué des recherches sur l'origine de la domestication du cheval dans la péninsule Ibérique.